# Spadek albo Kurwachopygutntag
Spadek albo Kurwachopygutntag (czes. Dědictví aneb Kurvahošigutntag) – czechosłowacki film komediowy z 1992 roku w reżyserii Věry Chytilovej. 

## Obsada
- Bolek Polívka jako Bohuš
- Miroslav Donutil jako dr Ulrich
- Dagmar Havlová jako Vlasta
- Břetislav Rychlík jako Francek
- Jozef Kroner jako Košťál
- Arnošt Goldflam jako Arnošt
- Leoš Suchařípa jako dr Široký
- Jiří Pecha jako anioł / dr Strážný
- Ivana Chýlková jako Ulrichová
- Karel Gott – cameo